# Доржево
Доржево — деревня в Суздальском районе Владимирской области России, входит в Боголюбовское сельское поселение.

## География
Деревня расположена в 9 км на северо-восток от центра поселения посёлка Боголюбово и в 14 км на северо-восток от Владимира. 

## История
В конце XIX — начале XX века деревня входила в состав Боголюбовской волости Владимирского уезда. В 1859 году в деревне числилось 30 дворов, в 1905 году — 38 дворов.
С 1929 года деревня входила в состав Добрынского сельсовета Владимирского района, с 1960 года — в составе Лемешенского сельсовета Суздальского района.

## Население
| 1859 | 1905 |
| ---- | ---- |
| 181  | 246  |

| 1859 | 1905 | 1926 | 2002 | 2010 | 2021 |
| ---- | ---- | ---- | ---- | ---- | ---- |
| 181  | ↗246 | ↘206 | ↘21  | ↘10  | ↘5   |